# Interstate 95 (Maine)
Cet article traite d'une section intra-État de l'autoroute. Pour l'article traitant de l’autoroute au complet, référez-vous à Interstate 95.
L'interstate 95 au Maine est un segment de l'interstate 95, qui est la principale autoroute de la côte est des États-Unis. Cette autoroute, longue de plus de 3000 kilomètres, assure le lien entre toutes les grandes villes du pays, tel que Miami, Jacksonville, Washington, Baltimore, Philadelphie, New York et Boston.
Dans sa section au Maine, elle parcourt l'état du sud-ouest au nord-est, reliant le New Hampshire à la frontière Canado-Américaine, à Houlton. Elle est l'autoroute la plus longue de l'état, avec une mesure totale d'un peu moins de 500 kilomètres (487,9 kilomètres). Elle relie la région du Seacoast (Ogunquit, Kennebunkport, etc.) à l'agglomération de Portland, puis continue vers le nord-est à travers Lewiston, Augusta, la capitale, Bangor, et éventuellement Houlton, où elle se termine en laissant place à la route 95 du Nouveau-Brunswick. L'état du Maine est l'état le plus au nord qu'elle traverse des États-Unis.

## Tracé
Le terminus sud de l'Interstate 95 au Maine est situé au-dessus de la rivière Piscataqua, sur le pont du même nom. Juste au sud de la frontière, la ville de Portsmouth est présente, et une cinquantaine de miles plus au sud, la ville de Boston, la plus grande ville de la Nouvelle-Angleterre, est présente,.
Une fois au Maine, elle passe à l'ouest de Kittery, puis se dirige vers le nord-est pour 7 miles. À la hauteur de York, elle tourne vers le nord, et c'est à cette hauteur que le poste de péage du Maine Turnpike est présent, signifiant ainsi le début de l'autoroute à péage. Elle suit ensuite la région du Seacoast, en étant située entre un et cinq miles dans les terres. Elle passe à l'ouest de Ogunquit et de Kennebunk, en étant parallèle à la U.S. Route 1, l'ancienne grande route, qui suit la côte Atlantique du Maine. 7 miles au nord-nord-est de Kennebunk, elle passe au nord-ouest de Saco, où elle croise l'interstate 195 vers Old Orchard Beach notamment.

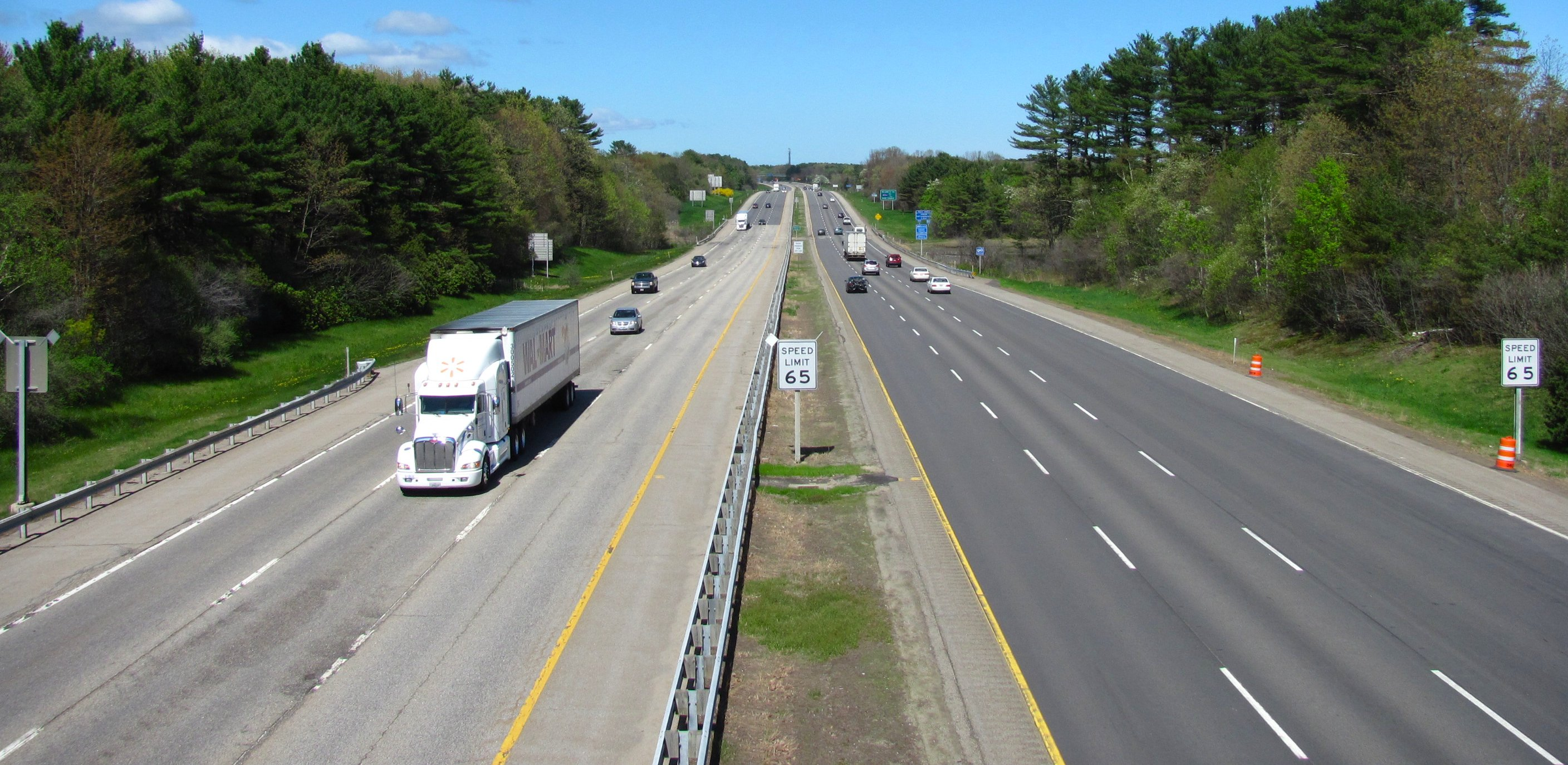
L'interstate 95 direction nord, à Kittery (mile 1, extrême sud du Maine), alors qu'elle fait partie du Maine Turnpike sans être une autoroute à péage dans cette section

En étant toujours une autoroute à péage, elle entre dans l'agglomération de Portland, la plus grande agglomération du Maine, au mile 44. À ce mile, elle croise d'ailleurs l'interstate 295 nord, vers le centre de Portland et Brunswick. Elle passe par la suite à l'ouest de l'aéroport de Portland (PWM), en se dirigeant désormais vers le nord. Elle suit principalement la frontière entre la ville de Portland et Westbrook, située à l'ouest de l'Interstate 95. Les sorties 46, 47 et 48 mènent à la ville, la I-94 ne passant pas dans le centre-ville. Juste au nord de Portland, au mile 52, elle croise le connecteur Falmouth, qui mène vers cette ville et vers l'I-295. À ce moment, l'Interstate 95 courbe vers le nord-nord-ouest pour s'enfoncer dans les terres de l'état. Elle continue vers le nord jusqu'à la région de Lewiston, puis courbe vers l'est-nord-est pour rejoindre l'Interstate 295, à Gardiner. Cette section, longue de 50 miles, est toujours à péage, et ne possède pas beaucoup d'échangeurs, alors que seulement six échangeurs sont présents sur cette période, dont deux vers Auburn et Lewiston. Au mile 103, elle courbe à nouveau vers le nord, croise l'Interstate 295 sud, puis continue 6 miles vers le nord. À la hauteur de la sortie 109, elle perd son statut d'autoroute à péage, et laisse désormais place à une autoroute sans péage, et ce, pour le reste de l'état.
Entre les miles 109 et 113, elle passe à l'ouest de la capitale du Maine, Augusta. Pour les 50 prochains miles, elle suit la rive ouest de la rivière Kennebec, parallèle à la route 100 du Maine, alors qu'elle contourne la ville de Waterville par le nord-ouest. Dans cette ville, elle croise la U.S. Route 201, vers le nord du Maine et vers le Québec également (Beauce, Saint-George de Beauce et Québec). Le territoire devient alors beaucoup plus isolé pour les 20 prochains miles, alors qu'elle se dirige vers le nord-est en passant à l'ouest de Pittsfield. À la hauteur du mile 157, elle tourne vers l'est, puis continue dans cette section pour une trentaine de miles, jusqu'à Bangor, la plus grande ville de la région.
Elle croise l'interstate 395 au sud-ouest de la ville, puis continue vers le nord-est en traversant le nord de la ville. Les sorties 182 à 187 relient l'I-95 à la ville. À la hauteur du mile 191, alors qu'elle quitte la ville par le nord, elle bifurque dans cette direction en suivant la rive ouest de la rivière Penobscot, parallèle à la U.S. Route 2, qui est située de l'autre côté de la rivière. Le territoire devient alors beaucoup plus isolé, alors qu'aucune grande ville n'est présente pour une soixantaine de miles, et sur une période de 110 miles, seulement 10 échangeurs sont présents. Au mile 217, elle passe près de Howland, au mile 244, elle passe à l'est de Medway, au mile 264, elle passe à l'est de Sherman, et au mile 276, elle passe à l'ouest de Island Falls. La section entre les miles 199 et 286 est plutôt nord-sud, tandis que la section entre les miles 286 et 305 sont ouest-est. Elle rejoint Houlton, et les sorties 302 et 305 relient Houlton avec l'I-95. Ces sorties sont d'ailleurs les deux dernières sorties de l'Interstate 95 aux États-Unis, et elles joignent aux US Route 1 et 2.
À la hauteur du mile 306, elle traverse la frontière Canado-Américaine, signifiant le terminus nord de l'Interstate 95 aux États-Unis, entre South Miami et ce point. Le poste douanier est ouvert en tout temps, et est le point de passage le plus important entre les États-Unis et le Nouveau-Brunswick. Une fois au Nouveau-Brunswick, elle devient la route 95 du Nouveau-Brunswick, qui relie à Woodstock, situé 15 miles à l'est de la frontière, ainsi qu'à la route Transcanadienne, la route 2, à la même distance.

## Historique du Maine Turnpike

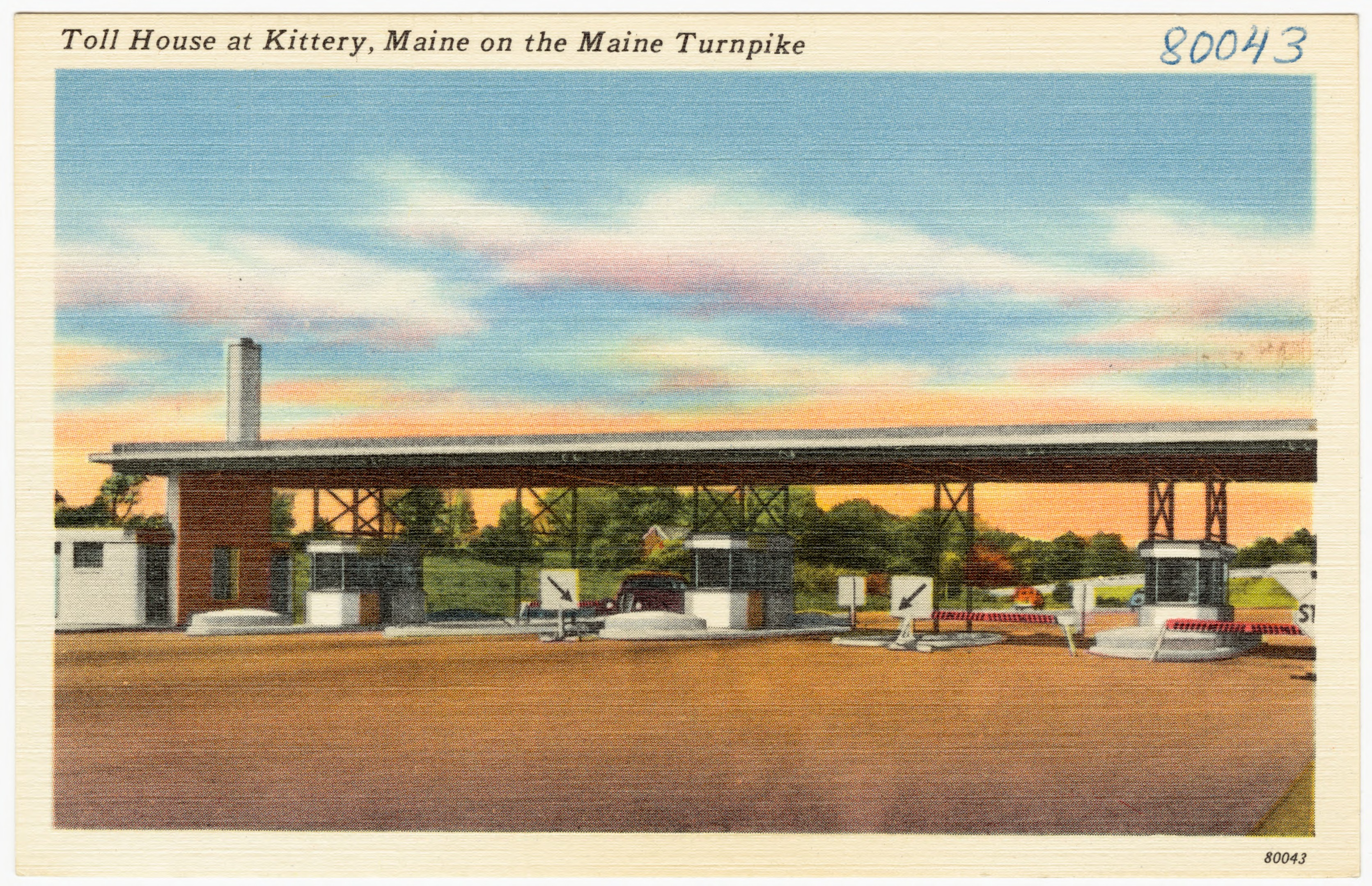
Toll House à Kittery, Maine on the Maine Turnpike. Carte postale Tichnor Brothers. Entre 1930 et 1945

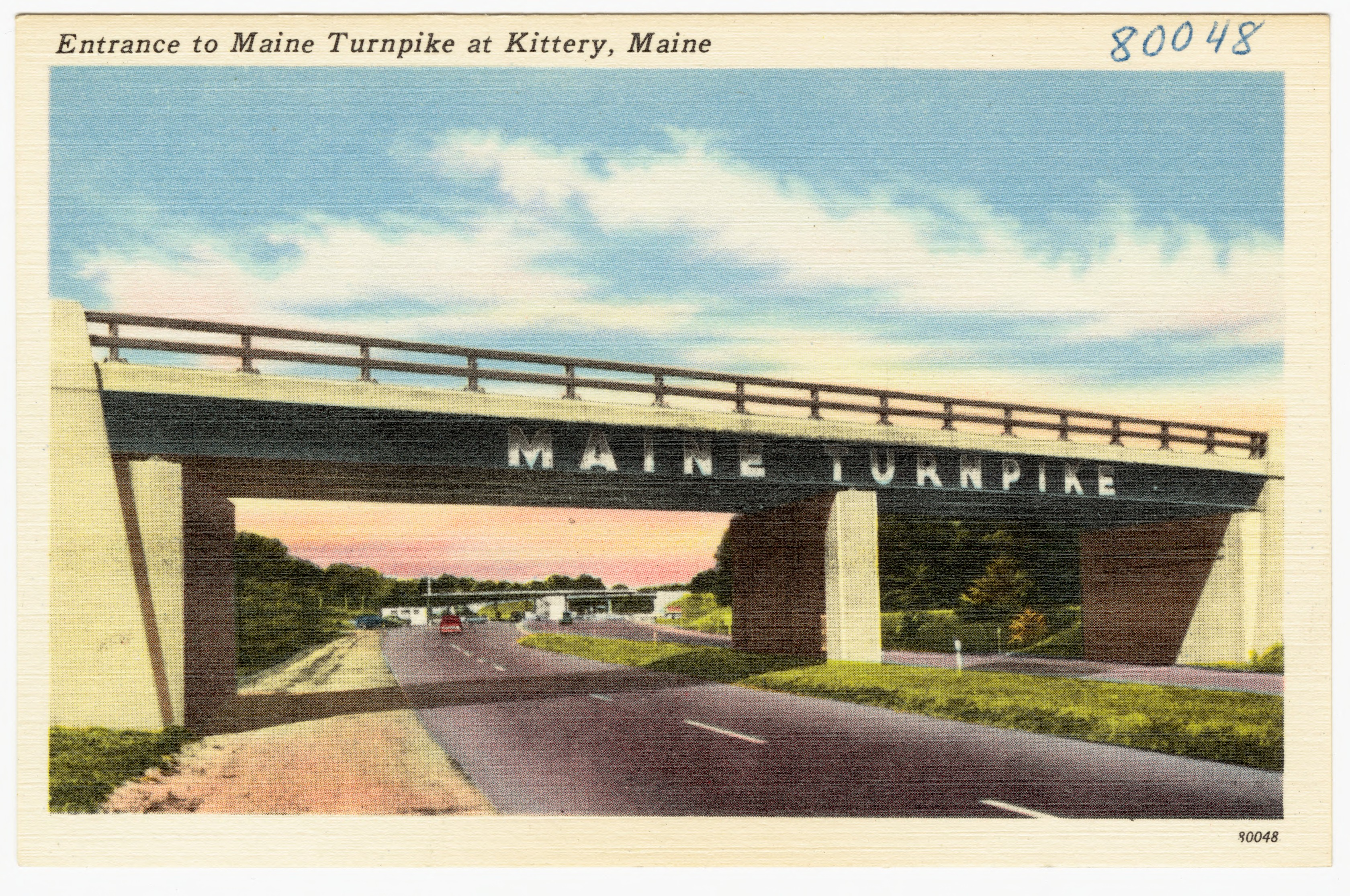
Entrance to Maine Turnpike at Kittery. Idem

L'Autorité du Maine Turnpike a été créé par l'état du Maine (législature) en 1941 pour relier Fort Kent (près d'Edmundston, au Nouveau-Brunswick) à Kittery. En 1947, le Maine Turnpike ouvrit entre Kittery et Portland, sous l'appellation actuelle du Maine Turnpike. En 1953, l'Autorité commença à construire une extension du Turnpike vers Augusta. La construction du Maine Turnpike a été la plus grande construction de l'état à ce jour, et a été ouvert le 13 décembre 1955.
Le Maine Turnpike était à l'époque la seule autoroute à se financer par elle-même, alors qu'elle ne recevait aucune aide financière du gouvernement. Lorsqu'elle ouvrit en 1947, c'était seulement la deuxième autoroute à accès limité aux États-Unis, et l'une des premières section du réseau actuel d'autoroutes inter-États (Interstates). Pour cette raison, le Maine Turnpike fut nommée une construction historique du génie civil par la société américaine des ingénieurs civils en 1999.
En 1956, un an après l'ouverture de la section entre Portland et Augusta, le gouvernement américain créa le réseau des Interstates. Le reste de la section de l'Interstate 95, jusqu'à Fort Kent, serait alors une autoroute sans péage, comme la majorité des autoroutes inter-états américaines, sans le contrôle de l'Autorité du Maine Turnpike. Aujourd'hui, elle est numérotée Interstate 95 sur toute sa longueur, et est aussi nommée le Maine Turnpike entre la frontière avec le New Hampshire et la jonction avec l'Interstate 295 à Gardiner. 
L'ancien chef de l'Autorité du Maine Turnpike fut emprisonné sur une période de 19 mois pour avoir volé plus de 230 000 $ du revenu vers le Turnpike pour ses affaires personnelles, entre 2003 et 2010.

## Disposition des voies
Entre le New Hampshire et le mile 44, à la hauteur de l'échangeur avec l'interstate 295, l'Interstate 95 possède 6 voies (3-3). À la hauteur de cette sortie, deux voies bifurquent vers l'I-295, tandis que deux voies continuent sur l'Interstate 95. Celle-ci reste par la suite une autoroute à 4 voies (2-2), et ce, pour le reste de sa section au Maine, jusqu'à Houlton, à la frontière canadienne. Ce segment de 262 miles de Long est le plus long segment de l'Interstate 95 à 2 voies par direction au nord de la Virginie,.

## Limites de vitesse
Originellement, au début des années 1970 la limite de vitesse sur l'Interstate 95 au Maine était de 70 mph (113 km/h), mais puisqu'aucune loi interdisait aux automobilistes de ne pas dépasser la vitesse de 10 mph (16 km/h), la vitesse permise était donc de 79 mph (127 km/h). En 1974, un mandat fédéral est venu réduire la vitesse à 55 mph (88,5 km/h, et ce, sur toute la section de l'autoroute au Maine, avec une loi interdisant le dépassement de 10 mph (16 km/h). En 1987, il fut permis de mettre les limites de vitesse à 65 mph (105 km/h) dans les autoroutes en zone rurale, ce que le Maine a adopté. L'État du Maine a ensuite décider d'augmenter ses limites de vitesse, de 65 à 75 mph (105 à 120 km/h), dans la section très isolée entre Old Town Houlton. Celui-ci passa, signifiant ainsi que le Maine est le seul État où une autoroute possède une limite de vitesse de 75 mph (120 km/h) à l'est du Mississippi.

## Aires de service

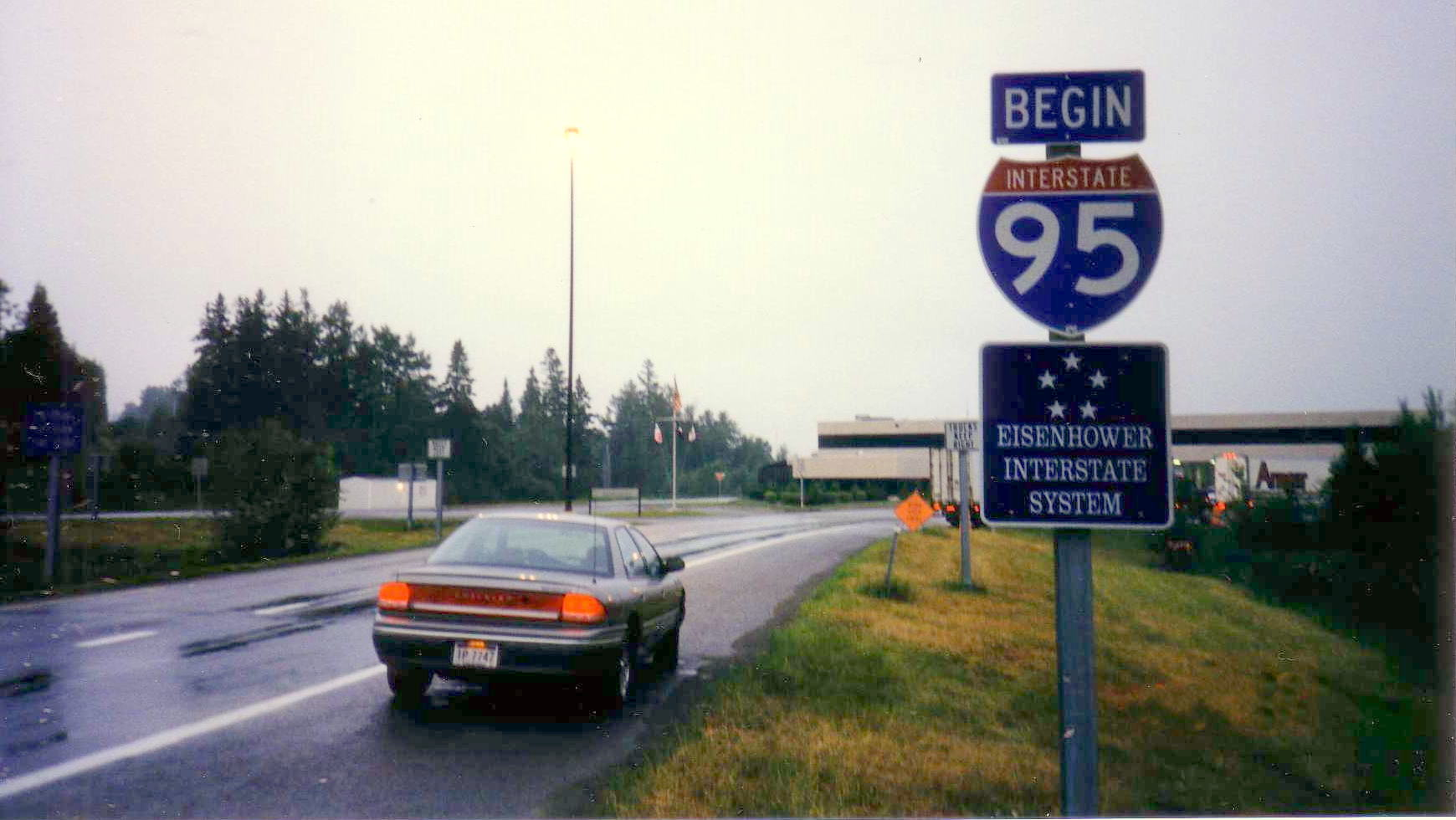
Le terminus nord de l'Interstate 95 en direction sud, signifiant le début de l'autoroute en provenance du Nouveau-Brunswick.

| Aires de service de l'Interstate 95 au Maine                                                   | Aires de service de l'Interstate 95 au Maine | Aires de service de l'Interstate 95 au Maine | Aires de service de l'Interstate 95 au Maine |
| Ville                                                                                          | Mile                                         | Direction(s)                                 | Type                                         |
| ---------------------------------------------------------------------------------------------- | -------------------------------------------- | -------------------------------------------- | -------------------------------------------- |
| Kittery                                                                                        | 2                                            | nord                                         |                                              |
| Kennebunk                                                                                      | 26                                           | nord et sud                                  |                                              |
| South Gray                                                                                     | 58                                           | nord et sud                                  |                                              |
| Lewiston                                                                                       | 82                                           | sud                                          |                                              |
| Richmond Corner                                                                                | 97                                           | nord                                         |                                              |
| Sidney                                                                                         | 116                                          | sud                                          |                                              |
| Pittsfield                                                                                     | 147                                          | nord et sud                                  |                                              |
| Hermon                                                                                         | 176n 178s                                    | nord et sud                                  |                                              |
| Old Town                                                                                       | 198                                          | nord et sud                                  |                                              |
| Medway                                                                                         | 242                                          | nord et sud                                  |                                              |
| –                                                                                              | 251                                          | nord                                         |                                              |
| Dyer Brook                                                                                     | 282                                          | nord                                         |                                              |
| Houlton                                                                                        | 300                                          | nord                                         |                                              |
| Houlton                                                                                        | 300                                          | sud                                          |                                              |
| - Aire de service complet avec restaurants - Aire de repos principalement - Centre touristique |                                              |                                              |                                              |

## Autoroutes auxiliaires
Trois autoroutes auxiliaires de l'Interstate 95 sont présentes dans le Maine :
- L'interstate 195 est une courte autoroute connectrice entre l'Interstate 95 et Old Orchard Beach, au nord de Saco. Elle débute à la hauteur du mile 36 de l'I-95. De plus, elle est la plus courte autoroute auxiliaire de l'Interstate 95, avec une longueur de moins de 2 miles[2].
- D'une longueur de 50 miles, l'interstate 295 est la deuxième plus longue autoroute du Maine. Elle se rejoint à l'Interstate 95 à ses deux extrémités, en passant dans le centre-ville de Portland, puis en continuant vers le nord-est vers la région de Brunswick[2].
- L'interstate 395 est une courte autoroute collectrice et de contournement de l'Interstate 95, contournant Bangor par le sud-ouest, et reliant celle-ci à la US 1 ALT à Brewer, vers Ellsworth, Bar Harbor et la côte Atlantique. C'est l'autoroute inter-états auxiliaires la plus au nord de l'I-95.

## Péage
La section du Maine Turnpike, entre les sorties 7 et 103, est à péage. Au poste de péage de York Village, 7 voies sont disponibles pour payer en direction sud, tandis que 6 voies sont disponibles en direction nord. D'autres postes sont présents à chaque sortie jusqu'à Gardiner, ainsi qu'un autre poste de péage entre les sorties 63 et 75, à New Gloucester.
Ces postes ne devaient pas être des postes permanents; en effet, les revenus pour l'Autorité du Maine Turnpike devaient cesser une fois l'autoroute entièrement payée par les automobilistes. Durant le début des années 1980, l'autoroute était tout juste sur le point d'être payée, mais en 1982, l'Autorité put continuer à obtenir les revenus des péages en tant qu'agence quasi-gouvernementale, pour collecter de l'argent et ainsi continuer à entretenir la route.

## Liste des échangeurs
| Liste des échangeurs de l'Interstate 95 au Maine |       |       | | | |
| Emplacement                                      | Mile  | km    | no | Intersection / Destinations | Notes |
| Frontière New Hampshire-Maine                    | 0,0   | 0,0   | I-95 sud, Portsmouth (NH), Boston (MA)                                                                       | I-95 sud, Portsmouth (NH), Boston (MA)                                                                                                | Frontière New Hampshire-Maine; extrémité sud de l'Interstate 95 au Maine; début au-dessus de la rivière Piscataqua                                                                                      |
| Kittery                                          | 0,6   | 1,0   | 1 | Vers ME-103, Dennett Road, Eliot, South Eliot, Kittery                                                                                | sortie nord et entrée sud seulement |
| Kittery                                          | 1,1   | 1,8   | 2 | US 1 sud, ME-236 sud, US 1 BYP sud, Kittery centre                                                                                    | |
| Kittery                                          | 1,3   | 2,1   | 3 | US 1 nord (Coastal Route), ME-236 nord, Kittery, Eliot, South Berwick                                                                 | direction sud, sortie 2 |
| York Village                                     | 6,8   | 10,9  | 7 | Vers ME-91 et US 1, York, South Berwick, Ogunquit                                                                                     | Dernière sortie avant péage direction nord; 12 miles (19 km) sans sortie |
| York Village                                     | 7,2   | 11,6  | Poste de péage de York, coût de 3 $                                                                          | Poste de péage de York, coût de 3 $                                                                                                   | Jusqu'à la sortie 63, c'est 1 $ pour entrer sur le Turnpike |
| Wells                                            | 19,1  | 30,7  | 19 | ME-9, ME-109, Kennebunkport, Wells, North Berwick, Sanford                                                                            | |
| Kennebunk                                        | 25,2  | 40,6  | 25 | ME-35, Kennebunk, Kennebunkport, South Sanford                                                                                        | |
| Biddeford                                        | 31,1  | 50,1  | 32 | ME-111, Biddeford, Saco, Alfred | |
| Saco                                             | 35,2  | 56,6  | 36 | I-195 est, Old Orchard Beach, Pine Point                                                                                              | |
| Scarborough                                      | 41,9  | 67,4  | 42 | Vers la US 1, Scarborough | |
| South Portland                                   | 43,6  | 70,2  | 44 | I-295 nord, Portland Centre-Ville, Brunswick                                                                                          | sortie nord et entrée sud seulement; péage pour sortir également; vers le centre de Portland direction nord; entrée dans l'agglomération de Portland                                                    |
| South Portland                                   | 44,3  | 71,3  | 45 | Vers I-295 nord, US 1, ME-114, Portland, Scarborough, Payne Road                                                                      | |
| Portland                                         | 45,5  | 73,2  | 46 | ME-9, ME-22 (Congress Street), Aéroport international de Portland (PWM)                                                               | |
| Portland                                         | 46,7  | 75,2  | 47 | Vers ME-25 (Brighton Avenue), Rand Road, Westwood centre, Portland                                                                    | |
| Portland                                         | 47,8  | 76,9  | 48 | ME-25 (Brighton Avenue), vers US 302 (Bridgton Road/Forest Avenue), Portland Centre-Ville, Westbrook, Riverside Street, Larrabee Road | |
| Portland                                         | 50,8  | 81,2  | 52 | Vers I-295 nord et US 1 nord (Flamouth Spur), Falmouth, Brunswick                                                                     | officiellement l'Interstate 495 |
| Falmouth                                         | 51,6  | 83,0  | 53 | ME-26, ME-100, West Falmouth | aucune sortie pour 11 miles (18 km) |
| New Gloucester                                   | 62,2  | 100,1 | 63 | US 202, ME-115, ME-4, vers ME-26, Gray, North Windham, Norway, Yarmouth                                                               | aucune sortie pour 12 miles (19 km) |
| New Gloucester                                   | 66,1  | 106,4 | Poste de péage de New Goucester, coût de 2,25 $                                                              | Poste de péage de New Goucester, coût de 2,25 $                                                                                       | Poste de péage de New Goucester, coût de 2,25 $ |
| Auburn                                           | 74,2  | 119,4 | 75 | US 202, ME-4, ME-100, Auburn, Danville                                                                                                | |
| Lewiston                                         | 79,0  | 127,1 | 80 | Vers ME-196, Lewiston centre, Lisbon Falls                                                                                            | |
| Sabattus                                         | 84,9  | 136,6 | 86 | ME-9, Sabattus, Lincoln, Lisbon Falls                                                                                                 | aucune sortie pour 16 miles (26 km); ancien poste de péage situé au mile 100 |
| Gardiner                                         | 101,9 | 164,0 | 102 | ME-9, ME-126, vers I-295 sud, Gardiner, Randolph, Litchfield, Brunswick                                                               | sortie nord et entrée sud seulement |
| Gardiner                                         | 103,0 | 165,8 | 103 | I-295 sud, Brunswick, Portland | sortie sud et entrée nord seulement; extrémité nord de la I-295; sortie à péage pour I-295; vers destinations sortie 102                                                                                |
| Augusta                                          | 109,5 | 176,2 | 109AB | US 202, ME-11, ME-17, ME-100l Augusta centre, Winthrop, Belfast                                                                       | numérotée 109A vers l'est (Augusta) et 109B vers l'ouest (Winthrop) |
| Augusta                                          | 112,0 | 180,2 | 112AB | ME-8, ME-11, ME-27l Augusta, Belgrade, New Sharon                                                                                     | numérotée 112A vers le sud (Augusta) et 112B vers le nord (Belgrade) |
| Augusta                                          | 112,9 | 181,7 | 113 | ME-3, Augusta, Palermo, Belfast | |
| Sidney                                           | 120,5 | 193,9 | 120 | Lyons Road, Sidney | |
| Waterville                                       | 127,2 | 204,7 | 127 | ME-11, ME-137, Waterville, Oakland, Farmington                                                                                        | |
| Waterville                                       | 130,2 | 209,5 | 130 | ME-104, Waterville, Fairfield Center, Madison, Winslow                                                                                | |
| Fairfield                                        | 132,3 | 212,9 | 132 | ME-139, Fairfield, Benton, Unity | |
| Fairfield                                        | 133,3 | 214,5 | 133 | US 201, Fairfield, Skowhegan, Québec, Canada                                                                                          | vers Saint-George-de-Beauce et poste frontalier d'Armstrong |
| Clinton                                          | 137,9 | 221,9 | 138 | Hinckey Road, Clinton, Burnham, Canaan                                                                                                | |
| Pittsfield                                       | 149,8 | 241,1 | 150 | Somerset Avenue, Pittsfield, Hartland, Burnham, Detroit                                                                               | |
| Palmyra                                          | 156,7 | 252,2 | 157 | ME-11, ME-100 / vers ME-7 et US 2, Newport, Palmyra, Skowhegan, Detroit                                                               | |
| Newport                                          | 158,8 | 255,6 | 159 | Ridge Road, Newport, East Newport | sortie sud et entrée nord seulement |
| Plymouth                                         | 160,6 | 258,5 | 161 | ME-7, East Newport, Plymouth, Dixmont                                                                                                 | |
| Etna                                             | 166,9 | 268,6 | 167 | ME-69, ME-143, Etna, Dixmont, Carmel                                                                                                  | |
| Newburgh                                         | 173,6 | 279,4 | 174 | ME-69, Carmel, Winterport, Newburgh Center                                                                                            | |
| Hampden                                          | 179,5 | 288,9 | 180 | Cold Brook Road, vers US 2 et US 202, Hermon, Hampden, Belfast                                                                        | |
| Bangor                                           | 182,1 | 293,1 | 182AB | I-395 sud, ME-15 sud, vers US 1A et ME-9, Brewer, Bangor // US 2 ouest, ME-100 ouest, Hermon                                          | extrémité sud du multiplex avec la ME-15 |
| Bangor                                           | 183,1 | 294,7 | 183 | US 2, ME-100 (Hammond Street), Bangor                                                                                                 | |
| Bangor                                           | 183,9 | 296,0 | 184 | ME-222 (Union Street), Aéroport international de Bangor (BGR), Bangor                                                                 | |
| Bangor                                           | 185,3 | 298,2 | 185 | ME-15 nord (Broadway), Bangor centre, Brewer                                                                                          | extrémité nord du multiplex avec la ME-15 |
| Bangor                                           | 186,3 | 299,8 | 186 | Stillwater Avenue | aucune entrée vers le nord |
| Bangor                                           | 187,1 | 301,1 | 187 | Hogan Road, Bangor, Veazie | |
| Orono                                            | 190,5 | 306,6 | 191 | Kelly Road, Orono, Veazie | |
| Orono                                            | 192,7 | 310,1 | 193 | Stillwater Avenue, Stillwater, Old Town                                                                                               | |
| Old Town                                         | 196,7 | 316,6 | 197 | ME-43, Old storm, Hudson, East Corinth                                                                                                | |
| Lagrange                                         | 199,0 | 320,3 | 199 | ME-16, Alton, Milo, Argyle | sortie nord et entrée sud seulement; le territoire devient beaucoup plus isolé, la limite de vitesse passant alors de 65 à 75 mph (105 à 120 km/h) (ou vice-versa); aucune sortie pour 18 miles (28 km) |
| Howland                                          | 216,3 | 348,1 | 217 | ME-6, ME-155, Howland, Lagrange, West Enfield                                                                                         | aucune sortie pour 11 miles (18 km) |
| Lincoln                                          | 227,1 | 365,5 | 227 | Vers US 2, ME- 06, ME-116, Lincoln, Mattawamkeag, Chester                                                                             | aucune sortie pour 17 miles (27 km) |
| Medway                                           | 244,0 | 392,7 | 244 | ME-157, Medway, Millnocket, Mattawamkeag, Macwahoc                                                                                    | aucune sortie pour 15 miles (24 km) |
| Benedicta                                        | 258,2 | 415,5 | 259 | Casey Road, Benedicta, Monarda | sortie nord et entrée sud seulement |
| Sherman                                          | 263,8 | 424,5 | 264 | ME-158, vers ME-11, Sherman, Stacyville, Sherman Mills, Patten, Ashland, Fort Kent, nord du Maine                                     | aucune sortie pour 12 miles (19 km) |
| Island Falls                                     | 275,4 | 443,2 | 276 | ME-159, Island Falls, Patten, Belvedere                                                                                               | |
| Oakfield                                         | 285,3 | 459,1 | 286 | Oakfield Road, Oakfield, Smyrna Mills                                                                                                 | |
| Smyrna                                           | 290,7 | 467,8 | 291 | US 2, Smyrna, Ludlow | aucune sortie pour 11 miles (18 km) |
| Houlton                                          | 301,3 | 484,9 | 302 | US 1, Houtlon, Presque Isle, Caribou, Van Buren, Fort Kent, Danforth, Topsfield                                                       | |
| Houlton                                          | 304,1 | 489,4 | 305 | US 2 ouest, Houlton | terminus est de la US 2 |
| Frontière canado-américaine                      | 304,4 | 489,9 | NB-95 est, vers NB-2, Woodstock (NB), Edmundston (NB), Fredericton (NB), Moncton (NB), Provinces Atlantiques | NB-95 est, vers NB-2, Woodstock (NB), Edmundston (NB), Fredericton (NB), Moncton (NB), Provinces Atlantiques                          | Extrémité nord de l'Interstate 95 au Maine et aux États-Unis, qui débute à Miami; poste frontalier de Woodstock-Houlton, le plus important entre le Maine et le Canada                                  |
| Échangeur incomplet Péage Multiplex              |       |       | | | |